# Logogram

Příklad logogramu: čínský znak pro tao

Logogram je grafém označující morfém či slovo; typickým logogramem je např. čínský znak. K největším nevýhodám logogramů patří to, že k vyjádření slovní zásoby nějakého jazyka je potřeba obrovské množství logogramů.
Příklad moderních velmi rozšířených logogramů mohou být arabské číslice – každý uživatel těchto symbolů rozumí, co znamená 1, i když to pojmenovává různě: jedna, one, eins, uno nebo iči.